# رسالة خاصة
في مجال الحوسبة، يشار إلى الرسائل الخاصة أو الرسائل الشخصية أو الرسائل المباشرة (باختصار PM أو DM) بقصد اتصال خاص يرسله أو يستلمه مستخدم لقناة اتصال خاصة على أي نظام أساسي معين. على عكس المشاركات العامة، يمكن للمشاركين فقط مشاهدة مديري المشاريع. على الرغم من وجود وظيفة طويلة على بروتوكول الدردشة عبر الإنترنت ومنتديات الإنترنت، فقد نمت شعبية القنوات الخاصة لرؤساء PM مؤخرًا بسبب الطلب المتزايد على الخصوصية والتعاون الخاص على وسائل التواصل الاجتماعي.
هناك نوعان رئيسيان من الرسائل الخاصة، نوع يشمل تلك الموجودة على IRCs ومنتديات الإنترنت، وكذلك على تطبيقات التواصل الإجتماعية مثل التويتر والفيسبوك والانستغرام، ويكون التركيز على النشر العام حيث يسمح PMs للمستخدمين بالتواصل بشكل خاص دون مغادرة النظام الأساسي. والنوع الثاني هو تلك التي يتم تبادلها من خلال منصات المراسلة الفورية مثل الواتس اب والكيك والسناب شات، حيث ينشئ المستخدمون حسابات بشكل أساسي لتبادل PMs. والنوع الثالث هو المراسلة من نظير إلى نظير، يحدث عندما يقوم المستخدمون بإنشاء وامتلاك البنية التحتية المستخدمة لنقل الرسائل وتخزينها بينما تختلف الميزات اعتمادًا على التطبيق، فإنها تمنح المستخدم تحكمًا كاملاً في البيانات التي ينقلها: مثال على البرامج التي تمكن هذا النوع من الرسائل هو الإعلانات المبوبة.
إلى جانب العمل كأداة للتواصل بشكل خاص مع الأصدقاء والعائلة ، اكتسب رؤساء الوزراء دافعاً في مكان العمل. يستخدم المحترفون العاملون مديري البرامج للوصول إلى زملاء العمل في أماكن أخرى وزيادة الكفاءة أثناء الاجتماعات وعلى الرغم من أن استخدام مديري البرامج في مكان العمل مفيد إلا أنه قد يطمس الحدود بين العمل والحياة الخاصة.

## التاريخ
أدى تطور أجهزة الكمبيوتر إلى إحداث ثورة المعلومات التي غيرت طريقة تواصل الناس. نشر بيتر دراكر مقالاً يركز على فكرة أن الكمبيوتر هو بالنسبة لثورة المعلومات كما كان يمثل خط السكة الحديدية بالنسبة لـلثورة الصناعية. وحدت خطوط السكك الحديدية السفر بين الساحل الشرقي والغربي للولايات المتحدة بينما وحدت أجهزة الكمبيوتر الاتصالات عبر العالم بأسره. قد أحدث هذا ثورة في العديد من أشكال الاتصال المختلفة ولكن بشكل خاص الرسالة الشخصية.
تم إطلاق أول نظام بريد إلكتروني قادر على إرسال البريد بين الأشخاص الذين يستخدمون أجهزة كمبيوتر مضيفة مختلفة عبر أربانت في عام 1971، وقد أحدث ثورة في الرسائل الشخصية من خلال تمكين المستخدمين من إرسال رسائل إلكترونية إلى مستلمين بعيدين. لقد ارتفعت شعبية البريد الإلكتروني منذ ذلك الحين ولا يزال يستخدم على نطاق واسع كوسيلة للرسائل الشخصية.
مَهد ظهور الإنترنت الطريق للتواصل من خلال المنصات وبوابات مواقع الويب مثل ياهو وإيه أو إل. وقد أصبحت أنظمة المراسلة الفورية شائعة في أواخر التسعينيات بما في ذلك AOL Instant Messenger و آي سي كيو وويندوز لايف ماسنجر وياهو ماسنجر ومع تحسن روابط الاتصال عبر الإنترنت أصبحت أجهزة الكمبيوتر الشخصية أكثر قدرة وتم دمج هذه الوظيفة في أنظمة تضمنت أيضًا الاتصالات الصوتية والمرئية مثل Skype (تم إطلاقه في عام 2003).
في عام 2008 أعلن فيسبوك عن فيسبوك شات والذي تطور إلى فيسبوك ماسنجر في عام 2011 ويسمح للمستخدمين بإرسال رسائل بعضهم البعض عبر موقع فيسبوك. حذت تويتر حذوها وقدمت رسائل مباشرة إلى موقعها في عام 2013. واليوم تعد الرسائل الخاصة عنصرًا أساسيًا في منصات الوسائط الاجتماعية القائمة مثل فيسبوك وتوتير بالإضافة إلى التطبيقات الحديثة مثل فايبر وهايك ماسنجر.
قد تتضمن الأشكال الحديثة للرسائل الخاصة رسائل وسائط متعددة مثل الصور أو مقاطع الفيديو. ويسمح تطبيق المراسلة سناب شات للمستخدمين بتبادل رسائل الصور والفيديو والتي يمكن عرضها لمدة تتراوح من 1 إلى 10 ثوانٍ قبل حذفها من خوادم سناب شات.
تتضمن بعض الأشكال الشائعة للرسائل الخاصة رسائل الفيسبوك (يشار إليها أحيانًا باسم "Inboxing") والمراسلة المباشرة على التويتر والمراسلة المباشرة على الانستغرام. توفر هذه الأشكال من الرسائل الخاصة، مساحة خاصة على موقع عام عادةً فعلى سبيل المثال، تكون معظم الأنشطة على التويتر عامة ولكن توتير DMs توفر مساحة خاصة للتواصل بين المستخدمين. ويختلف هذا عن الوسائط مثل البريد الإلكتروني والرسائل النصية والسناب شات حيث يكون معظم أو كل الأنشطة دائمًا خاصة.
أصبحت الرسائل الخاصة شائعة بشكل متزايد في مكان العمل مع ظهور جائحة كورونا (COVID-19) مما أدى إلى قيام العديد من الشركات بالسماح للموظفين بالعمل من المنزل. تُمكّن المراسلة الخاصة الموظفين البعيدين من التواصل في الوقت الفعلي كما لو كانوا في مساحة عمل مشتركة.

## آداب الرسائل الخاصة
هناك قواعد غير مذكورة ومعروفة تتحكم في العديد من الاتصالات ولكن نظرًا لكون التكنولوجيا ووسائل التواصل الاجتماعي تطورات حديثة نسبيًا فقد يكون من الصعب أحيانًا معرفة قواعد السلوك أو تعلمها أو اتباعها. تتمثل إحدى القضايا الرئيسية للتفاعلات عبر التكنولوجيا في أنها بدون لغة الجسد أو تعابير الوجه أو نبرة الصوت ويمكن أن يساء فهم المحادثات.
يمكن أن تعوض آداب المراسلة الشخصية نقص المحادثة وجهاً لوجه عن طريق المبالغة والتواصل بوضوح وليس بالضرورة قول نفس الأشياء التي قد يقولها المرء في التواصل وجهاً لوجه ويمكن تفسيرها بدون لغة الجسد وتعبيرات الوجه أو نبرة الصوت.

## مخاوف الخصوصية

### على الفيسبوك
في يناير 2014 رفع ماثيو كامبل ومايكل هيرلي دعوى قضائية جماعية ضد الفيسبوك لخرق قانون خصوصية الاتصالات الإلكترونية. وزعموا أن المعلومات الواردة في رسائلهم الخاصة المفترضة تتم قراءتها واستخدامها لتحقيق ربح، على وجه التحديد "بشكل عام لأغراض تشمل التنقيب عن البيانات وتنميط المستخدم".
في عام 2012 أساء بعض مستخدمي الفيسبوك تفسير إعادة تصميم جدار الفيسبوك على أنه مشاركة عامة للرسائل الخاصة من 2008-2009. وقد تم العثور على هذه المنشورات على الحائط العام في تلك السنوات وقد تم إجراؤها في وقت لم يكن من الممكن فيه الإعجاب أو التعليق على منشور على الحائط، مما يجعل الملاحظات تبدو وكأنها رسائل خاصة.

### حّيل الخداع
في مخطط تصيد إحتيالي شائع سيرسل المحتالون رسائل بريد إلكتروني تحتوي على خانة الموضوع "رسالة خاصة" والتي تطلب من الضحية النقر فوق الرابط لفتح الرسالة. يؤدي الرابط بدلاً من ذلك إلى صفحة تسجيل دخول مزيفة تطلب من الضحية إدخال اسم مستخدم وكلمة مرور بريدهم الإلكتروني لعرض "الرسالة الخاصة". بدلاً من ذلك تذهب المعلومات مباشرة إلى "المخادعين" مما يسمح لهم باختطاف حساب البريد الإلكتروني.